# Lago Hüttwilersee
O Lago Hüttwilersee É um lago localizado no cantão de Turgóvia, Suíça. Este lago está localizado perto de do Lago Nussbaumersee e do Lago Hasensee, na fronteira dos municípios de Hüttwilen e Uesslingen-Buch.